# Bryanella samoensis
Bryanella samoensis is een keversoort uit de familie zwamspartelkevers (Melandryidae). De wetenschappelijke naam van de soort werd in 1928 gepubliceerd door Kenneth Gloyne Blair.